# ابراهیم ترائوره
ابراهیم ترائوره (متولد ۱۹۸۸) یک افسر نظامی بورکینافا است که از زمان کودتای ۳۰ سپتامبر ۲۰۲۲ که رئیس‌جمهور موقت پل-هانری سانداوگو دامبیا را برکنار کرد، رهبر موقت بورکینافاسو بوده است. ترائوره در سن ۳۵ سالگی جوانترین رهبر دنیا است که در حال حاضر خدمت می‌کند.